# Argein
Argein (Okzitanisch: Argenh) ist eine französische Gemeinde mit 192 Einwohnern (Stand: 1. Januar 2022) im Département Ariège in der Region Okzitanien; sie gehört zum Arrondissement Saint-Girons, zum Gemeindeverband Couserans-Pyrénées und zum Kanton Couserans Ouest. Die Einwohner werden Argenois/Argenoises genannt.

## Geografie
Argein liegt rund 83 Kilometer südsüdwestlich der Stadt Toulouse im Westen des Départements Ariège. Die Gemeinde besteht aus dem Dorf Argein, dem Weiler Viellot, Streusiedlungen und Einzelgehöften. Der Fluss Bouigane durchquert die Gemeinde ostwärts. Argein liegt innerhalb des Regionalen Naturparks Pyrénées Ariégeoises. Weite Teile der Gemeinde sind Bergland und bewaldet. Höchster Punkt der Gemeinde ist der Pic de Moussaou. Verkehrstechnisch liegt die Gemeinde an der D618 fernab von bedeutenden überregionalen Verkehrsverbindungen.
Umgeben wird Argein von den Nachbargemeinden Balaguères im Norden, Arrout im Nordosten, Audressein und Sor im Osten, Salsein im Südosten, Bonac-Irazein im Südwesten sowie Aucazein und Villeneuve im Westen.

## Geschichte
Zur Zeit des Königreichs Frankreich war Argein Sitz eines Gerichts und eine Kaserne. Das Schloss der Familie Montégut de Rozès am rechten Ufer der Bouigane wurde in den Wirren der Französischen Revolution niedergebrannt. Im Mittelalter lag der Ort innerhalb der Provinz Couserans, die wiederum ein Teil der Provinz Gascogne war. Die Gemeinde gehörte von 1793 bis 1801 zum District Saint-Girons. Zudem lag Argein von 1793 bis 2015 innerhalb des Kantons Castillon-en-Couserans. Die Gemeinde ist seit 1801 dem Arrondissement Saint-Girons zugeteilt.

## Bevölkerungsentwicklung
- 1962: 235
- 1968: 214
- 1975: 211
- 1982: 193
- 1990: 164
- 1999: 149
- 2006: 155
- 2019: 192[1]

## Sehenswürdigkeiten
- Kirche Saint-Pierre aus dem 15. Jahrhundert
- Denkmal für die Gefallenen[2]
- drei Wegkreuze
- Lavoir (Waschhaus)

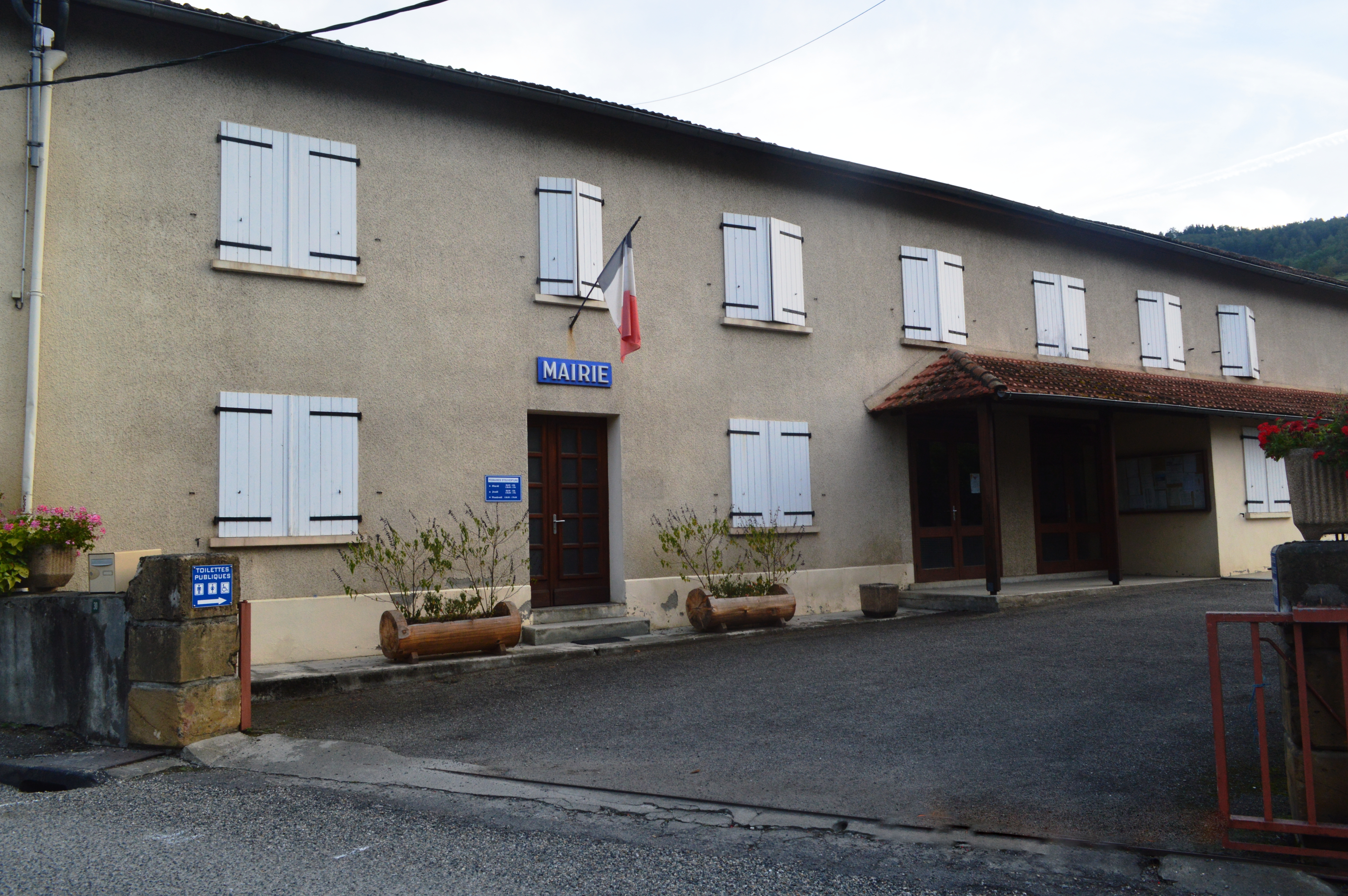
Mairie (Rathaus) von Argein
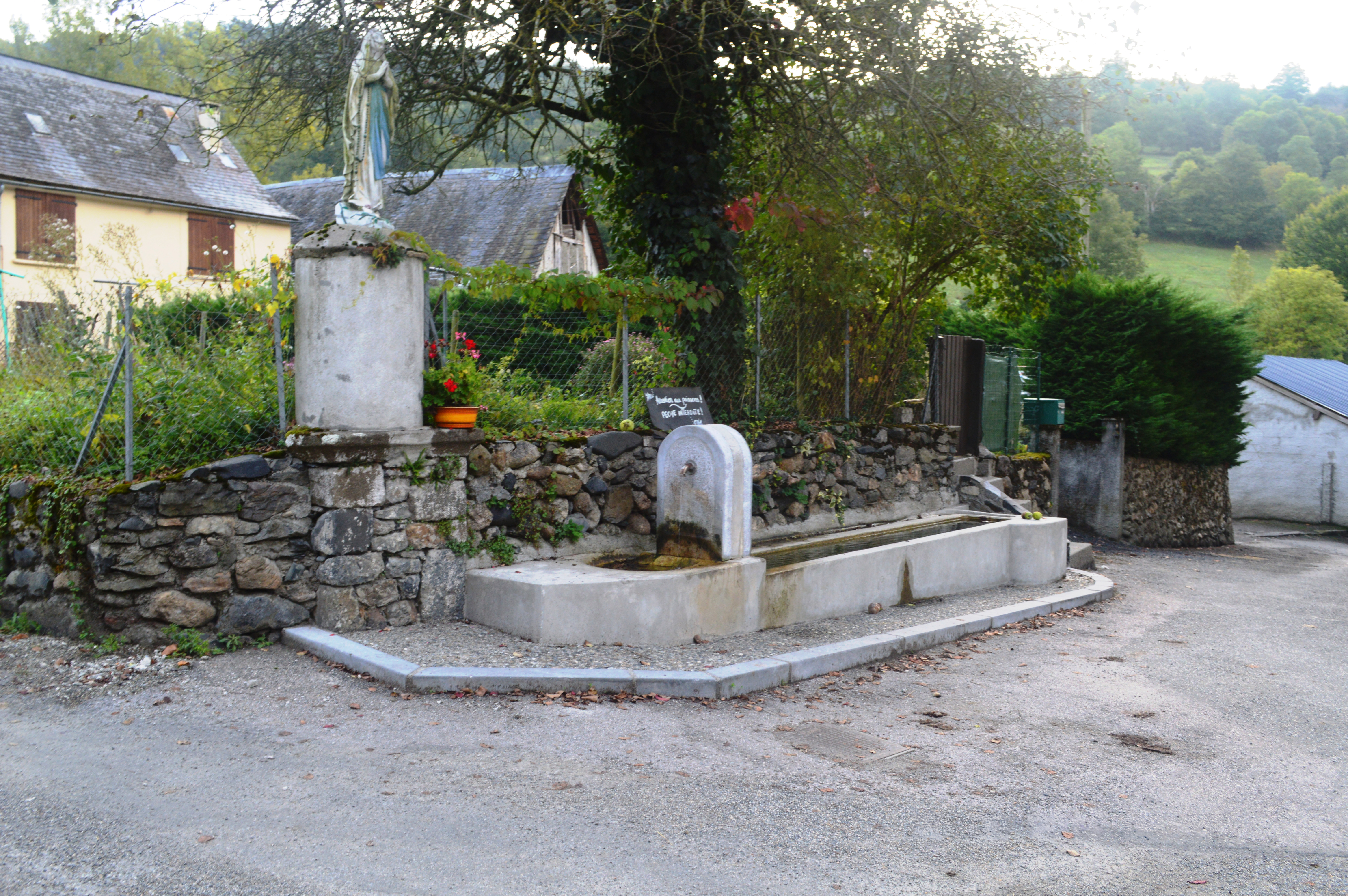
Brunnen mit Heiligenstatue
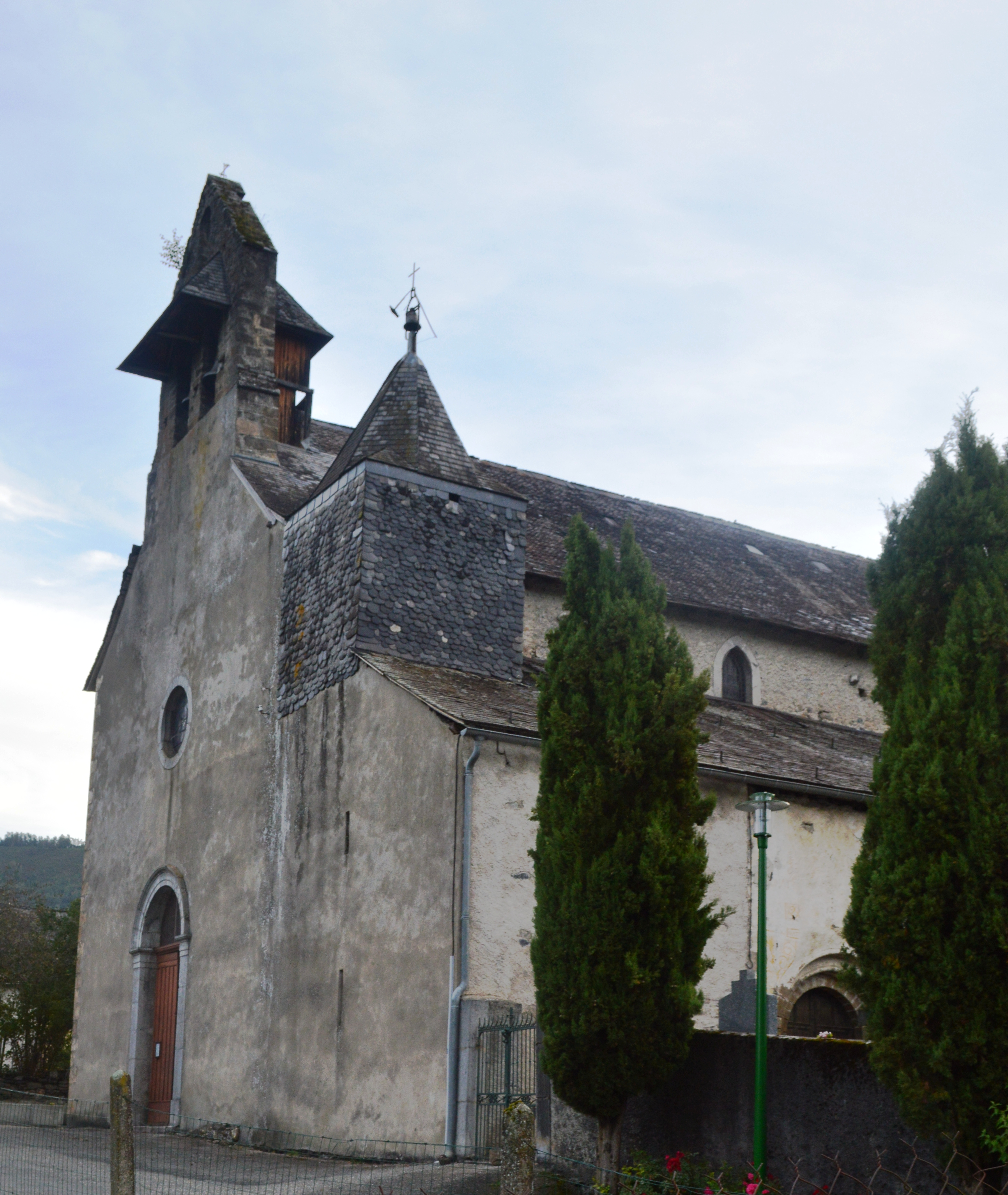
Dorfkirche Saint-Pierre
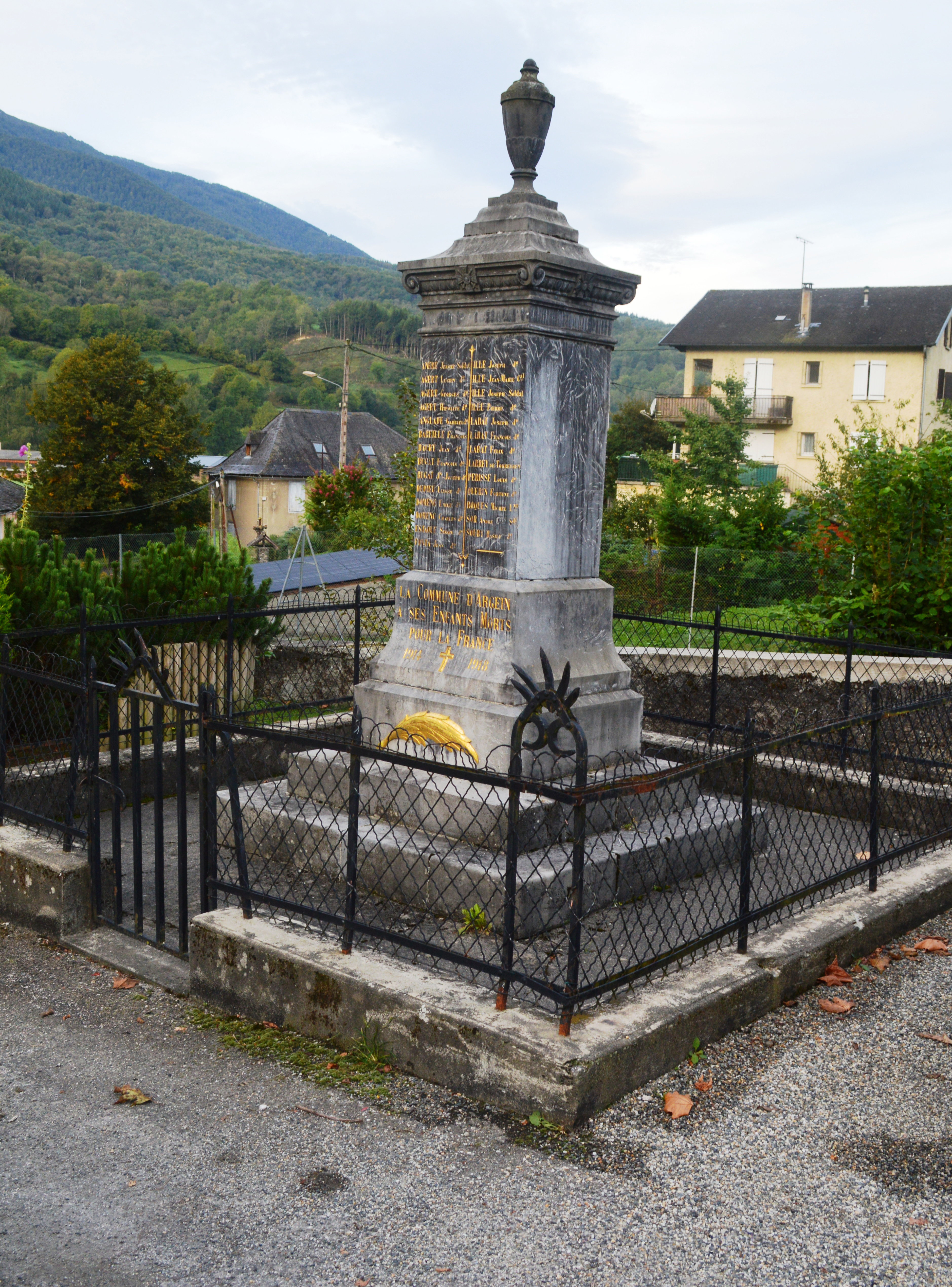
Denkmal für die Gefallenen
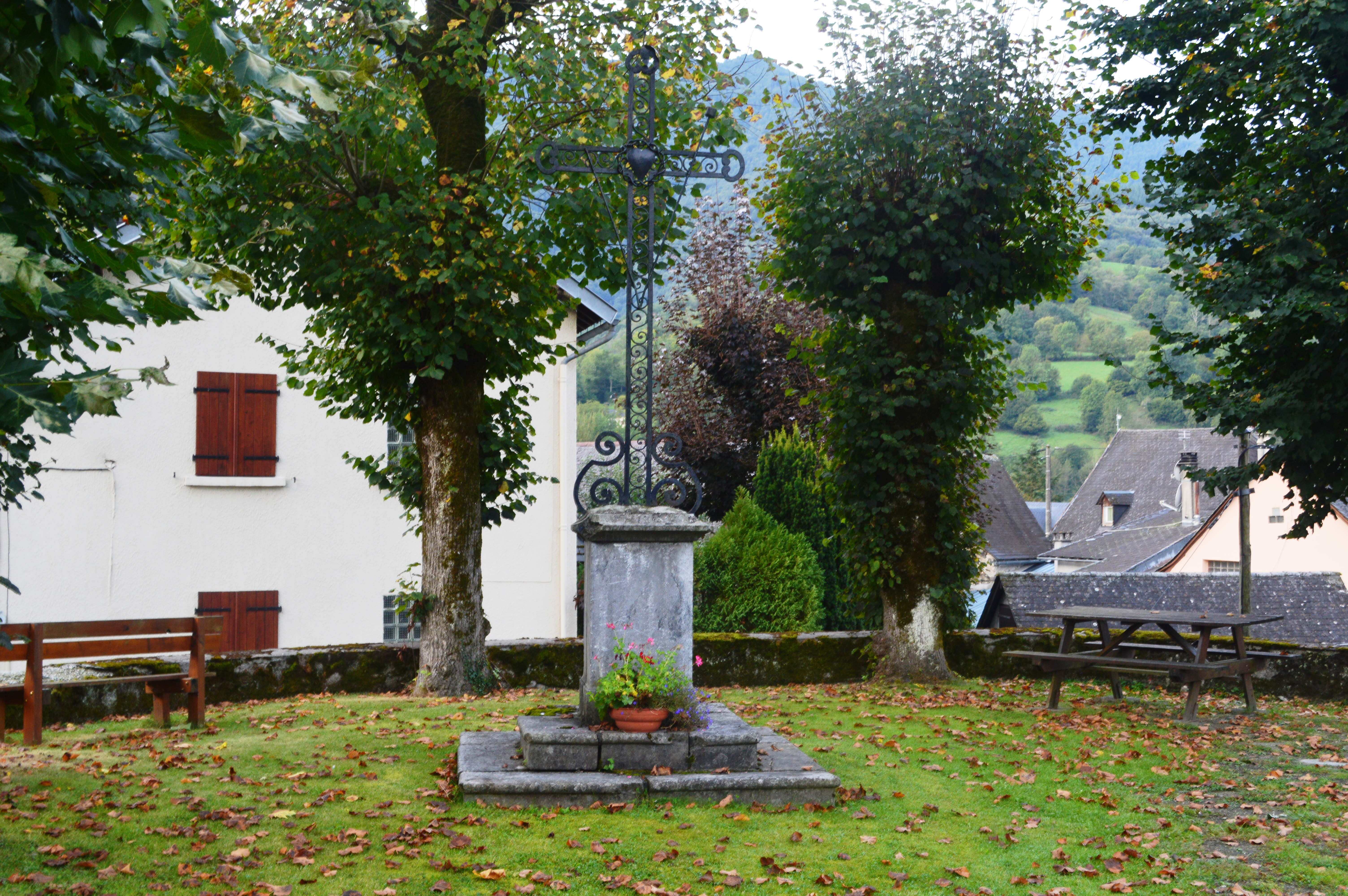
Wegkreuz